# 액설 알론소
액설 알론소(Axel Alonso)는 미국의 만화가이다. DC 코믹스(1994~2000)와 마블 코믹스(2000~현재)에서의 경력으로 알려져 있다. DC에서 그는 버티고 작품들(《둠 패트롤》, 《애니멀맨》, 《헬블레이저》 등)의 출판을 담당했으며, 마블로 이적한 후에는 스파이더맨과 엑스맨 관련 작품의 편집을 맡았다. 2011년에는 조 케사다의 뒤를 이어 편집장이 되었다.
액설 알론소는 멕시코 출신 아버지와 영국인 어머니 사이에서 태어났으며, 샌프란시스코에서 성장했다. 대학에서는 사회학과 정치학, 언론학을 공부했다.